# L'uomo-Pappagallo
L'uomo-Pappagallo è un film muto italiano del 1917 diretto da Telemaco Ruggeri.

## Trama
Un uomo viene ingiustamente accusato d'omicidio e condannato a morte, ma un avventuroso giornalista si interessa al suo caso e riesce a salvarlo dalla forca, riuscendo a procurarsi una prova inconfutabile della sua innocenza deducendola dalla visione al cinematografo dell'incoronazione di Re Giorgio a Londra.